# Papilio arcturus
Papilio arcturus — дневная бабочка из семейства Парусники.

## Описание
Размах крыльев 10—12 см. Окраска крыльев чёрная с зелёным напылением, синими и фиолетовыми областями и пятнами на нижних крылья крыльях, которые заканчиваются хвостиками.

## Ареал
Вьетнам, Лаос, Таиланд, Юг Китая, Индия и Тибет.

## Подвиды
- Papilio arcturus arcturulus [Fruhstorfer]
- Papilio arcturus arius [Rothschild]

## Кормовое растение гусениц
Семейство рутовые — Zanthoxylum acanthopodium